# 哈德拉毛人
哈德拉毛人是生活在葉門哈德拉毛地區的阿拉伯人。
他們有2,000,000人生活在當地，分為1,300個不同部落。從歷史上看，定居民和游牧部落之間一直激烈對抗以致定居民用石牆包圍自己免受攻擊。
現在少數仍保留游牧生活方式，現在一半的哈德拉毛人居住在當地深谷中的村莊和城鎮。在這些定居居民中也有明顯區別，屬於富有和受過教育的Sadahs自稱是穆罕默德的直系後代享有最高的社會聲望。在過去，哈德拉毛人很少和不同階級的人結婚，而且經常各自住在城鎮單獨的部分。

## 分布
哈德拉毛人有長途航海與貿易的傳統，他們很多人是印度洋貿易中的海員和南印度馬拉巴爾海岸和海德拉巴及東南亞國家的海軍軍人。
他們在紅海與波斯灣也有貿易點，沙烏地阿拉伯吉達的貨幣找換商人多是他們。
哈德拉毛人很早已出現在非洲之角地區，哈德拉毛人幫助索馬里穆斯林鞏固沿海省份貝納迪爾，在殖民統治時期尤其如此。在殖民統治時期索馬里在部落戰爭時經常招募哈德拉毛人，同時他們也經常被招募到索馬里蘇丹國的軍隊。
一些哈德拉毛人也生活在莫桑比克和馬達加斯加。

## 語言
他們在古代说哈德拉毛语，但如今說阿拉伯语哈德拉毛方言。